# Goldfish
Goldfish è un duo musicale sudafricano formatosi nel 2004. È costituito dai musicisti Dominic Peters e David Poole.

## Storia del gruppo
I Goldfish hanno conseguito i loro primo ingressi nelle Dutch Charts con l'album in studio eponimo (2012) e Three Second Memory (2013). Sono stati candidati agli MTV Europe Music Awards 2014 nella categoria di miglior artista africano, mentre agli MTV Africa Music Awards hanno vinto il premio al miglior pop.
Nell'ambito dei South African Music Awards, il principale riconoscimento musicale sudafricano, hanno trionfato tre volte.

## Formazione
- Dominic Peters – produzione, tastiere, basso
- David Poole – voce, sassofono, flauto

## Discografia

### Album in studio
- 2006 – Caught in the Loop
- 2008 – Perceptions of Pacha
- 2010 – Get Busy Living
- 2012 – GoldFish
- 2013 – Three Second Memory
- 2017 – Late Night People
- 2023 – If Summer Was a Sound

### Album di remix
- 2009 – Perceptions of Pacha Remixed

### Singoli
- 2005 – Tuning 03 (con Shirakura e Der Dulz)
- 2007 – Panic
- 2011 – Let's Do It Again (con i Freshlyground)
- 2014 – Choose Your Own Adventure
- 2015 – The Storm (con Dimmi)
- 2015 – Heart Shaped Box (feat. Julia Church)
- 2016 – Deep of the Night (feat. Diamond Thug)
- 2017 – If I Could Find
- 2017 – Rising Sun (con Pontifexx feat. Gustavo Bertoni)
- 2018 – Hold Your Kite (con Sorana)
- 2018 – No One Has to Know
- 2018 – It Was You (con Zeeba)
- 2019 – Colours & Lights (con i Cat Dealers)
- 2020 – Forever Free (feat. Nate Highfield & Dan Silver)
- 2020 – Everything Is Changing (feat. Julia Church)
- 2021 – Love Everlasting
- 2021 – Going Home (feat. Max Vidima)
- 2022 – Jazz Club (con Dubdogz)
- 2022 – Two Monkeys (con Youngr)
- 2022 – Chasing Tomorrow (con Carstn feat. Anna Graceman)
- 2022 – We Deserve to Dream (feat. Xavier Rudd)
- 2023 – Sing with Me (feat. Keanan Eksteen)
- 2023 – When I'm Alone (con i Łaszewo)
- 2023 – La playa (con Luisah)
- 2023 – California Child (con The Palms feat. Hi-Def)
- 2023 – If Summer Was a Sound (con Malou)